# Elduain
Elduain  (hay Elduayen) là một đô thị trong tỉnh Guipúzcoa thuộc cộng đồng tự trị Xứ Basque, Tây Ban Nha. Dân số 212 người (2005), diện tích 25 km². Thành lập năm 1614.